# Pólkówka
Pólkówka – nieistniejąca rzeka odwadniająca niegdyś warszawski Żoliborz. Swój bieg rozpoczynała w okolicy al. Wojska Polskiego, dalej płynęła północno-zachodnią częścią placu Wilsona, a następnie spływała do doliny Wisły (w okolicy ul. Bohomolca).
W XVII wieku spływała do mokradeł pod Marymontem. W XVIII wieku do łachy wiślanej (poniżej Marymontu). Komisja Brukowa porządkując cieki zdecydowała o połączeniu jej kanałem z Drną. Spływały nią zanieczyszczone wody Drny, które były odprowadzane poza tereny zamieszkane.